# 约翰尼·辛斯
史蒂夫·沃尔夫（英語：Steve Wolfe；1978年12月31日—），艺名约翰尼·辛斯（英語：Johnny Sins），美国色情演員、导演和YouTuber。辛斯以其光头、健壮体格和蓝眼睛而闻名，是最受欢迎的热搜色情男星之一。其作品获誉颇丰，包括三次AVN奖年度最佳男演员提名与多项其它提名。辛斯也是社交媒体上许多迷因的主题。